# Střední a východní Evropa

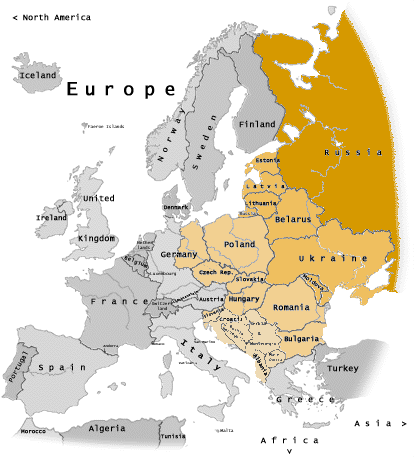
Mapa Evropy se zvýrazněním bývalého východního bloku, jehož ohraničení odpovídá názvu „střední a východní Evropa"

Střední a východní Evropa je pojem označující země střední (Visegrádská skupina), východní a jihovýchodní Evropy s Baltskými státy. Tato část Evropy bývá nazývána také jako Východní blok – bývalé Sovětské státy nebo jeho satelity. Termín střední a východní Evropa používá při označování těchto zemí například Organizace pro hospodářskou spolupráci a rozvoj (OECD) i další instituce.
Většina zemí na tomto území je součástí Severoatlantické aliance (kromě Srbska, Bosny a Hercegoviny a Kosova), velká část je součástí Evropské unie.